# Elaeocarpus colnettianus
Elaeocarpus colnettianus là một loài thực vật có hoa thuộc họ Elaeocarpaceae.
Loài này chỉ có ở New Caledonia.